# Brave ragazze (programma radiofonico)
Brave ragazze è stata una trasmissione radiofonica in onda su Rai Radio 2 dal lunedì al venerdì dalle 16 alle 17, utilizzato come spin-off della trasmissione televisiva twilight a partire dal 2000. È stato storicamente condotto da Federica Gentile e Michela Andreozzi, sostituita dal mese di luglio 2012 da Nicoletta Simeone. È andata in onda dagli studi U2 di Via Asiago 10 a Roma, fino alla fine della programmazione nel 2014.